# 명왕성의 일식
명왕성의 일식은 명왕성에서 일어나는 일식이다. 카론은 각지름이 4도인데 반해, 태양은 겨우 40초에서 1분이다. 하지만 카론은 명왕성과 조석 고정되어 있어 카론을 바라보는 면에서만 관측이 가능하다. 카론에 의한 식은 1985년에서 1990년 사이에 관측된 바 있다. 닉스는 3~9분, 히드라는 2~7분이므로, 역시 태양을 가리는 개기 일식이 일어날 수도 있다. 명왕성과 카론의 식은 일정 기간 동안 매 공전주기마다 일어난다.